# Jan Bełdowski
Jan Bełdowski herbu Jastrzębiec – poseł na sejm koronacyjny 1574 roku z województwa łęczyckiego.